# Kielsteg Holzbauelement

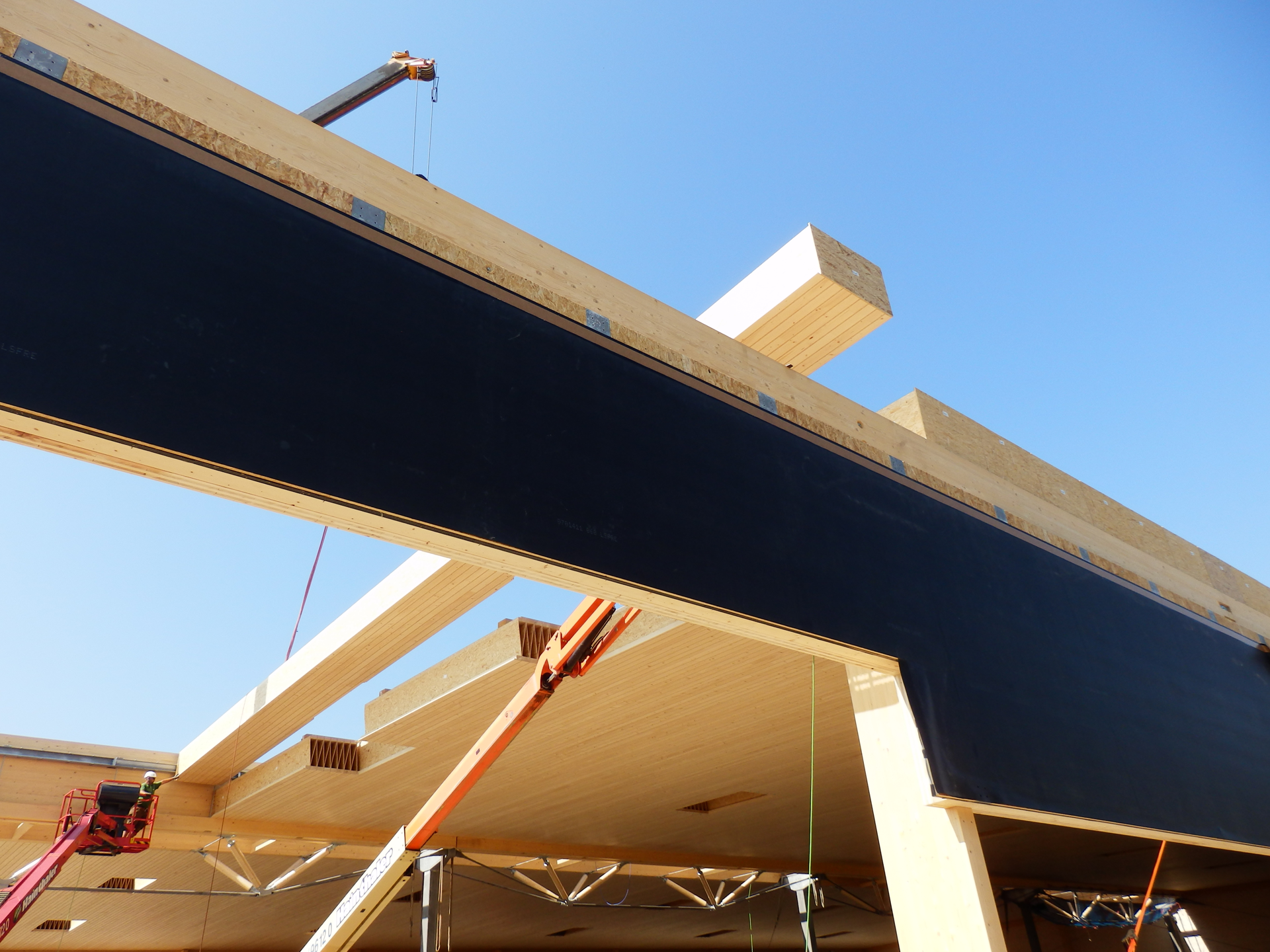
Ein 23 Meter langes Kielsteg Element mit der Bauhöhe von 73 cm wird montiert.

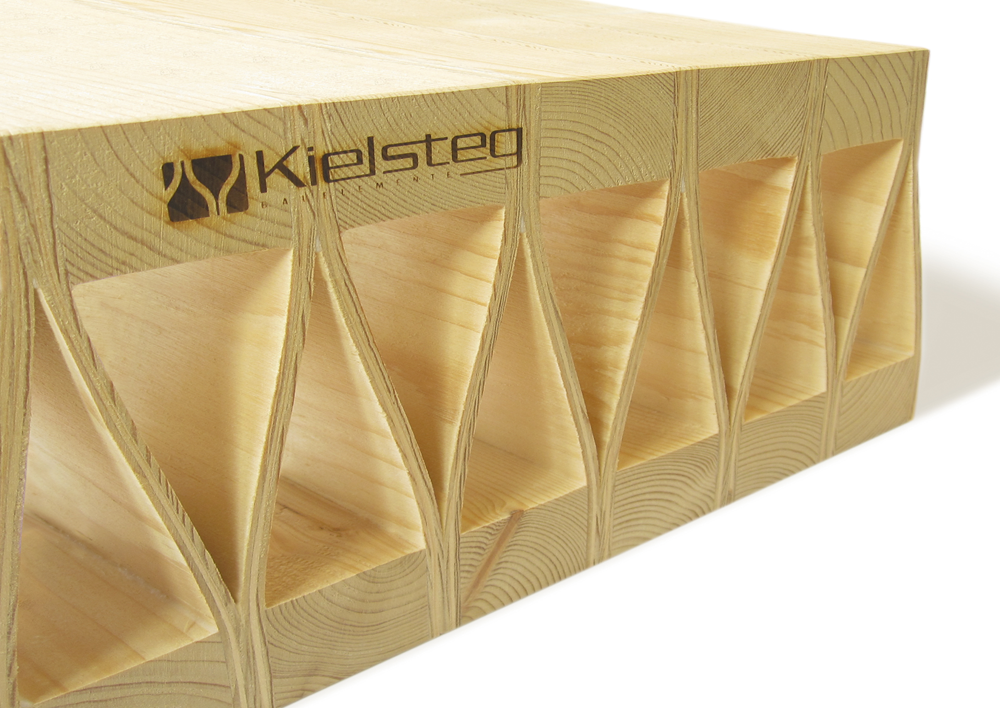
Zu sehen ist der charakteristische Querschnitt des Kielstegsystems mit dem inneren Fachwerk.

Das Kielsteg Holzbauelement ist ein flächiges Bauteil aus Holz zur Anwendung als tragendes Dach- und Deckenbauelement für Holzleichtbau-Konstruktionen. Mit Kielsteg Holzbauelementen können Spannweiten bis zu 27 Metern stützenfrei überbaut werden.

## Bauform
Kielsteg Bauelemente sind ungesperrte, leichte und hochtragfähige, einachsig gespannte Flächentragsysteme aus Holz. Sie bestehen aus einem Ober- und Untergurt aus Schnittholz sowie Stegen aus Sperrholz oder OSB. Die charakteristische Krümmung der Stege in Form eines Bootskieles gibt dem Bauelement seinen Namen. In erster Linie werden Kielsteg Bauelemente in Bauwerken mit großen Spannweiten als Dach- und Deckentragwerke verwendet. Ebenso wie bei Hohlkörper-Deckenelementen aus Beton oder Gitterträgern aus Stahl wird bei den Kielsteg Elementen Material gezielt dort eingesetzt, wo es statisch notwendig ist. Die Kielsteg-Technologie ist ein patentiertes Verfahren, Erfinder des Systems ist der Österreicher Stefan Krestel.

## Rohstoffe
Kielsteg ist ein Kompositsystem mit kombiniertem Querschnittsaufbau aus Plattenwerkstoffen und Schnittholz.

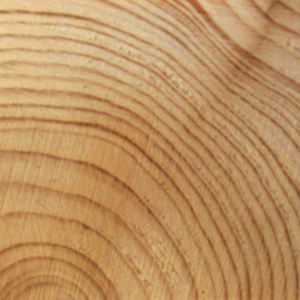
Fichtenholz
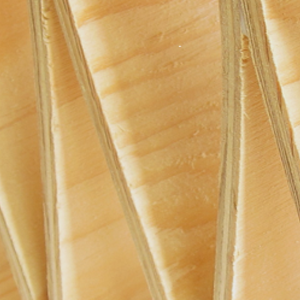
Sperrholz
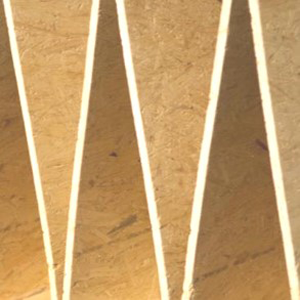
OSB3

Fichtenholz: Für die zug- und druckbeanspruchten Bauteilzonen wird keilgezinktes Fichtenholz der Festigkeitsklasse C24 verwendet.
Sperrholz: Stege aus dreilagigem 4 mm Fichten- und Kiefernsperrholz bilden das innere Fachwerk für die Elemente der Bauhöhe 228 mm bis 380 mm.
OSB: OSB3-Platten der Stärken 8 mm, 10 mm und 12 mm bilden das innere Fachwerk für die Elemente der Bauhöhe 485 mm bis 800 mm.

## Einsatzfelder

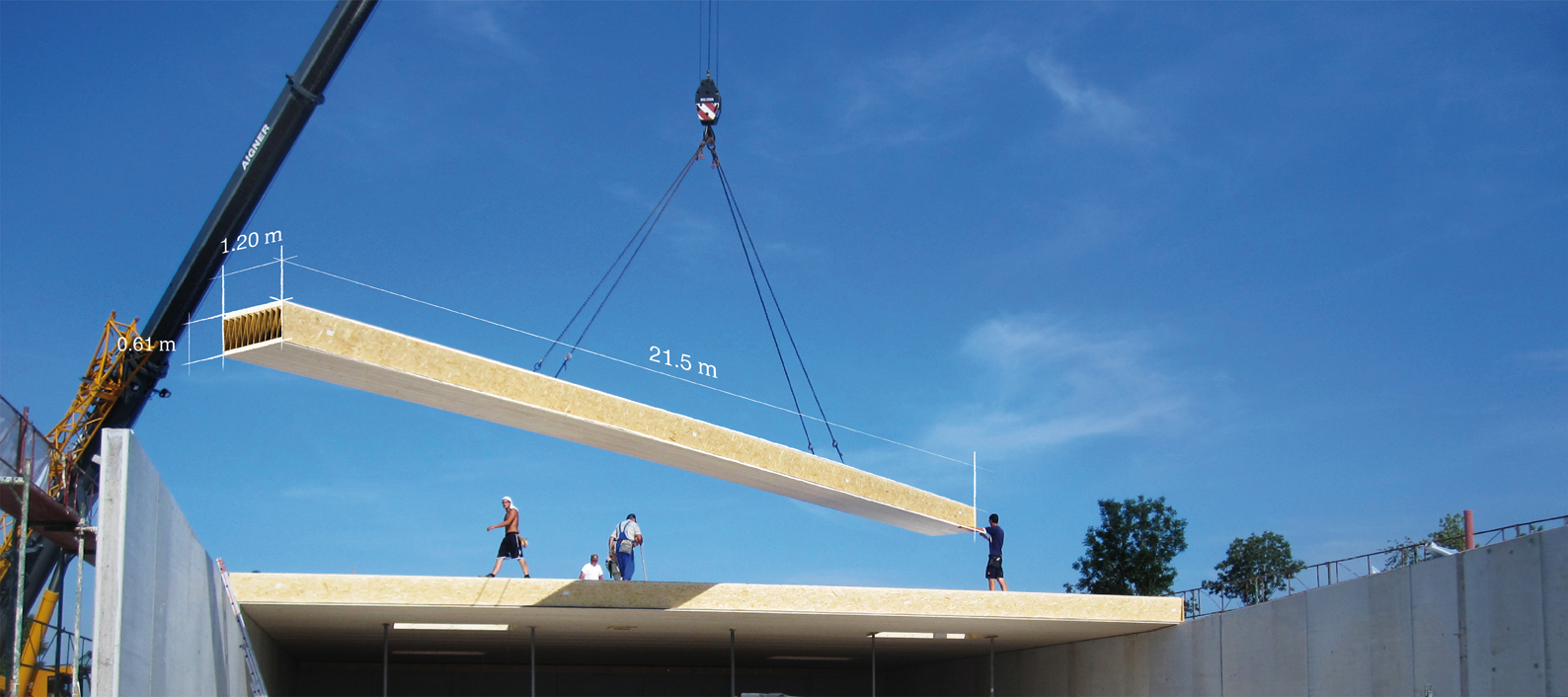
Einbau der Holzelemente.

### Große Spannweiten und auskragende Dachkonstruktionen
Aufgrund ihrer Zellenbauweise mit Plattenstegen und Fichtenholzgurten in der Druck- und Zugzone verfügen Kielsteg Elemente im Verhältnis zum Eigengewicht über eine große Tragkraft, was deren Einsatz insbesondere in der Planung und Erstellung von Hallen, Gewerbe- und Industriebauten ermöglicht. Bauwerke dieser Art unterliegen in der Regel einem Stützenabstand von fünf bis sechs Metern und tragenden Primärbindern. Mit Kielsteg Bauelementen können die Stützenraster erheblich vergrößert werden, was eine hohe Nutzungsflexibilität des Gebäudes ermöglicht. Mit Kielsteg Elementen können Gebäudespannweiten von bis zu 27 Metern überbaut werden und dies als flächenbildende, aussteifende und lastabtragende Konstruktion. Auch auskragende Dachkonstruktionen können je nach Lastfall und Anforderung mit bis zu 10 m realisiert werden.

### Oberfläche
Die Oberfläche ist gehobelt und naturbelassen und erfordert weder im Einsatz als Geschossdecke noch als Dachelement eine zusätzliche formale oder brandtechnische Verkleidung. Hergestellt werden die Elemente in den Oberflächenqualitäten Sicht- und Industriequalität in Anlehnung an die ÖNORM B2215:2009 Tabelle A4.

## Statik
Kielsteg Bauelemente sind aufgrund ihrer Querschnittsform als Biegeträger für weit gespannte Dachkonstruktionen geeignet. Die Gurtzonen aus keilgezinkten Vollholzquerschnitten der Festigkeitsklasse C24 erlauben große Biegespannungen in Faserlängsrichtung. Die vergleichsweise schlanken Stege aus dreilagigem Sperrholz bzw. OSB-Platten dienen der Schubübertragung und ermöglichen eine einfache materialoptimierte Anpassung der Bauteilhöhe an die gegebene Last- und Spannweitensituation. Die idealen Einsatzgebiete für Kielsteg Bauelemente stellen Flachdächer und Geschossdecken mit gleichmäßig verteilten Auflasten dar. Die Bemessung bei Biegebeanspruchung erfolgt in Anlehnung an die EN 1995-1-1 Punkt 9, „Biegestäbe mit schmalen Stegen“. Das Nachweisverfahren ist in der allgemein bauaufsichtlichen Zulassung z-9.1-831 geregelt.
Die folgende Grafik gibt eine Übersicht über das statische Leistungsspektrum von Kielsteg Bauelementen.

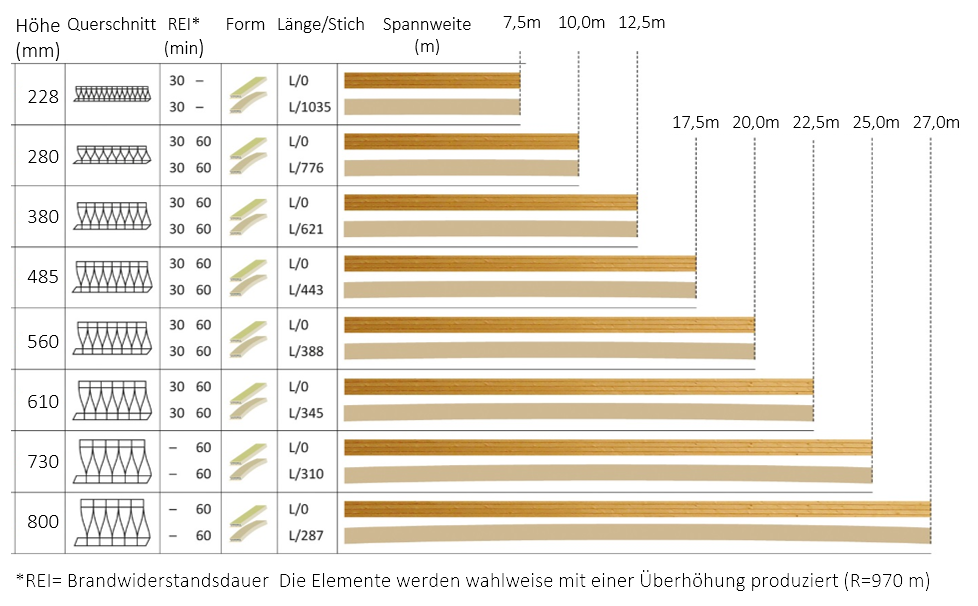
Die Grafik erklärt die möglichen Spannweiten des Systems.

## Brandschutz
Kielsteg Bauelemente benötigen bei entsprechender Dimensionierung für die Brandwiderstandsdauer REI 30 sowie REI 60 keine zusätzlichen Maßnahmen wie Verkleidungen oder ähnliches an der Sichtseite. Durch den Zellenaufbau mit oberer und unterer Vollholzgurtlage ist zur Bemessung der Brandwiderstandsdauer und der Resttragfähigkeit lediglich der Abbrand der brandzugewandten Gurtlage zu berücksichtigen. Die Fugenausbildung an der Verbindungsstelle zweier Elemente zueinander ist geprüft und erfüllt die geforderten Anforderungen für die jeweils benötigte Brandwiderstandsdauer REI 30 und REI 60.

## Technische Angaben
| Verwendung            | Geschossdecken und Dachkonstruktionen |
| Bauweise              | Zellenbauweise mit Ober- und Untergurt aus Fichtenholz und einem Mittelsteg aus Sperrholz oder OSB                                       |
| Holzart               | Fichte |
| Oberfläche            | Sicht- und Industriequalität, gehobelt und naturbelassen                                                                                 |
| Abmessungen           | Elementbreite: 1.200 mm, Verlegbreite: 1.165 mm                                                                                          |
| Stärke                | Von 228 mm bis 800 mm |
| Länge                 | 5,00 m bis 27,00 m |
| Brandwiderstandsdauer | Brandhemmend REI 30, gilt für alle Kielsteg Typen als Standard, hochbrandhemmend REI 60 ist möglich                                      |
| Längskante            | Profiliert mit Verbindungsfalz |
| Gebrauchsklasse       | Nutzungsklasse 1 und Nutzungsklasse 2 |
| Verklebung            | MUF-Leim der Emissionsklasse E1 |
| Holzfeuchte           | Einbaufeuchte der Elemente 12 % ± 3 % |
| Formänderung          | In Elementlängsrichtung 0,01 % je % Holzfeuchteänderung In Elementbreite 0,25 % je % Holzfeuchteänderung In Elementhöhe vernachlässigbar |

## Herstellung
Die Bauteile können in Dicken von 228 mm bis 800 mm sowie in Längen bis zu 27 Metern hergestellt werden – wahlweise gerade oder mit einer Überhöhung entlang ihrer Hauptspannrichtung. Mit der Herstellung von überhöhten Elementen werden die Anforderungen des Grenzzustandes der Gebrauchstauglichkeit bei Dach- und Deckenkonstruktionen mit großen Spannweiten erreicht.
Die Fertigung beinhaltet die Herstellungsschritte Holzsortierung, Keilzinkung, Hobelung, Leimauftrag, Fügen von Gurten und Stegen sowie das finale Verpressen aller Teile. Die Fremdüberwachung der Produktion erfolgt durch die Materialprüfanstalt der Universität Stuttgart.

## Zertifikate

### Allgemeine bauaufsichtliche Zulassung
Kielsteg verfügt über die allgemeine bauaufsichtliche Zulassung in Deutschland. Die Materialuntersuchungen zur Zulassung wurden von der MPA Stuttgart Otto Graf Institut durchgeführt. Die bauaufsichtliche Zulassung wurde vom Deutschen Institut für Bautechnik in Berlin durchgeführt und im April 2013 erteilt.

### PEFC
Die Technologie ist mit dem PEFC – Program for the Endorsement of Forest Certification gekennzeichnet. Das Zertifikat zeichnet Holz- und Papierprodukte aus, welche nachweislich aus ökologischer, ökonomischer und sozial nachhaltiger Waldwirtschaft entlang der gesamten Verarbeitungskette stammen. Das „Program for the Endorsement of Forest Certification“ dient Kunden als Bestätigung, dass der Kauf eines durch PEFC gekennzeichneten Produkts eine umweltgerechte Waldbewirtschaftung garantiert und unterstützt.

## Preise und Auszeichnungen
- Fast Forward Award 2008
- Schweighofer Prize 2013: Innovationspreis für die europäische Forst- und Holzwirtschaft[9]
- Inventum 2014: Ausgezeichnet durch das Österreichische Patentamt als bestes Patent des Jahres 2013[10]
- materialPREIS 2015: 1. Preis der Materialagentur raumPROBE für die bis dato größte Halle mit Kielsteg-Dach[11][12]